# 서울역촌초등학교
서울역촌초등학교(서울驛村初等學校)는 대한민국 서울특별시 은평구 역촌동에 있는 공립 초등학교이다.

## 학교 연혁
- 1972년 12월 1일 설립인가
- 1973년 3월 16일 서울역촌국민학교 개교(38학급)
- 1996년 3월 1일 서울역촌초등학교로 개칭
- 2012년 9월 1일 제13대 문인화 교장 취임
- 2016년 8월 23일 급식실 환경 개선 및 조리기구 현대화 공사
- 2016년 10월 15일 외부환경 개선 남관, 서관 외벽 공사 및 방수공사

- 2019년 3월 1일 제15대 주기용 교장 취임
- 2020년 2월 12일  제47회 졸업
- 2021년 3월 1일 제16대 서은주 교장 취임
- 2022년 3월 1일 체육관, 급식실 건물 개관
- 2025년 3월 1일 제17대 황효숙 교장 취임

## 참고 자료
- 서울역촌초등학교 - 한국교육학술정보원 학교알리미